# (130) Électre
Pour les articles homonymes, voir Électre (homonymie).
(130) Électre (désignation internationale (130) Elektra) est un astéroïde de la ceinture principale. Il a été découvert par Christian Peters le 17 février 1873 depuis l'observatoire Litchfield de l'Hamilton College à Clinton. Sa désignation fait référence à Électre, personnage de la mythologie grecque.

## Caractéristiques
Les calculs d'après les observations de l'IRAS lui accordent un diamètre d'environ 182,25 kilomètres.

## Satellites
Cet astéroïde est entouré de trois satellites,,: 
- S/2003 (130) 1, de 7 kilomètres de diamètre qui orbite à 1318 kilomètres ;
- S/2014 (130) 1, de 5,2 kilomètres de diamètre qui orbite à 460 kilomètres[6] ;
- un troisième compagnon (désigné S/2014 (130) 2 par les découvreurs[5], même si pas officiellement publié sous ce nom par l'UAI), de 1,6 kilomètre de diamètre qui orbite à 345 kilomètres[4],[5].

### Articles scientifiques
- [Hanus et al. 2016] (en) Josef Hanus et al., « Shape model of asteroid (130) Elektra from optical photometry and disk-resolved images from VLT/SPHERE and Nirc2/Keck » [« Modèle de la forme de (130) Électre d'après des mesures de photométrie optique et des images résolues du disque avec VLT/SPHERE et Nirc2/Keck »], arXiv,‎ 11 novembre 2016 (arXiv 1611.03632, lire en ligne)Les co-auteurs de l'article sont, outre Josef Hanus, Franck Marchis, Matti Viikinkoski, Bin Yang, Mikko Kaasalainen.

- [Marchis et al. 2008] (en) Franck Marchis et al., « Main Belt Binary Asteroidal Systems With Eccentric Mutual Orbits » [« Systèmes astéroïdaux binaires de la ceinture principale avec orbites mutuelles excentriques »], arXiv,‎ 9 avril 2008 (arXiv 0804.1385, lire en ligne)Les co-auteurs de l'article sont, outre Franck Marchis, P. Descamps, J. Berthier, D. Hestroffer, F. Vachier, M. Baek, A. Harris et D. Nesvorny.

- [Yang et al. 2016] (en) Bin Yang et al., « Extreme AO observations of two triple asteroid systems with SPHERE » [« Observations avec OA extrême de deux systèmes astéroïdaux triples avec SPHERE »], arXiv,‎ 14 mars 2016 (arXiv 1603.04435, lire en ligne)L'article présente la découverte du deuxième satellite de (130) Électre, S/2014 (130) 1, ainsi que l'observation, de façon plus générale, des deux systèmes triples de (130) Électre et de (93) Minerve.
Les co-auteurs de l'article sont, outre Bin Yang, Z. Wahhaj, L. Beauvalet, Franck Marchis, C. Dumas, M. Marsset, E. L. Nielsen et F. Vachier.

- [Berdeu et al. 2022] (en) Anthony Berdeu, Maud Langliois et Frédéric Vachier, « First observation of a quadruple asteroid : Detection of a third moon around (130) Elektra with SPHERE/IFS », Astronomy and Astrophysics, vol. 658,‎ 8 février 2022 (DOI https://doi.org/10.1051/0004-6361/202142623, présentation en ligne, lire en ligne), disponible en accès libre.

### Communiqué de l'Observatoire européen austral
- http://www.eso.org/public/france/images/potw1617a/?lang

### Bases de données
- (en) Caractéristiques et simulation d'orbite de 130 dans la JPL Small-Body Database.